# Durião
Durião (Durio zibethinus) é uma árvore da família das Malvaceae, muito encontrada no Oriente, a qual produz um fruto espinhoso, semelhante à jaca no aspecto e tamanho e que, apesar de exalair odor considerado repugnante pela maioria dos ocidentais, é considerado pelos orientais — sobretudo de etnia chinesa, tailandesa e malaia — um fruto muito delicioso. Suas sementes se torram e comem como castanhas.

## Em Macau
Nos mercados de rua de Macau, é comum encontrar o fruto do durião, também designado por esse nome.
No acto da aquisição, é possível solicitar a quem vende o fruto que o corte em pedaços. Neste caso, é fornecida uma embalagem de plástico onde são colocados os pedaços para transporte. Na doçaria da cidade, existem também bolos de durião.
Em virtude do cheiro intenso, alguns hotéis locais chegam a proibir o transporte do fruto para dentro das suas instalações.